# 丸山ゴウ
丸山 ゴウ（本名：丸山 剛、1979年6月27日 - ）は、日本のバンドせきずいのボーカル＆ギター。長野県生まれ。O型、蟹座。
長野県上田東高等学校卒業、同校で一学年後輩にあたる塚田テツヲを含め、2000年、専門学校東京ミュージック&メディアアーツ尚美の同級生を中心に現在のメンバーとせきずいを結成した。
現在は、作曲・作詞の大部分は彼が行い、そのライブパフォーマンスも含めてせきずいの中心的存在となっている。
FM南青山の番組出演など、ネットメディアのパーソナリティとしても活躍中である。
2010年、せきずいを脱退。